# Борегар л’Евек
Борегар л’Евек (фр. Beauregard-l'Evêque) насеље је и општина у централној Француској у региону Оверња, у департману Пиј де Дом која припада префектури Клермон Феран.
По подацима из 2011. године у општини је живело 1.323 становника, а густина насељености је износила 110,07 становника/km². Општина се простире на површини од 12,02 km². Налази се на средњој надморској висини од 378 метара (максималној 390 m, а минималној 295 m).

## Демографија
| 1962. | 1968. | 1975. | 1982. | 1990. | 1999. | 2011. |
| ----- | ----- | ----- | ----- | ----- | ----- | ----- |
| 648   | 654   | 634   | 773   | 894   | 1.158 | 1.323 |

График промене броја становника у току последњих година